# Disterigma pseudokillipiella
Disterigma pseudokillipiella är en ljungväxtart som beskrevs av J. L. Luteyn. Disterigma pseudokillipiella ingår i släktet Disterigma och familjen ljungväxter. Inga underarter finns listade i Catalogue of Life.